# Joseph Abbeel

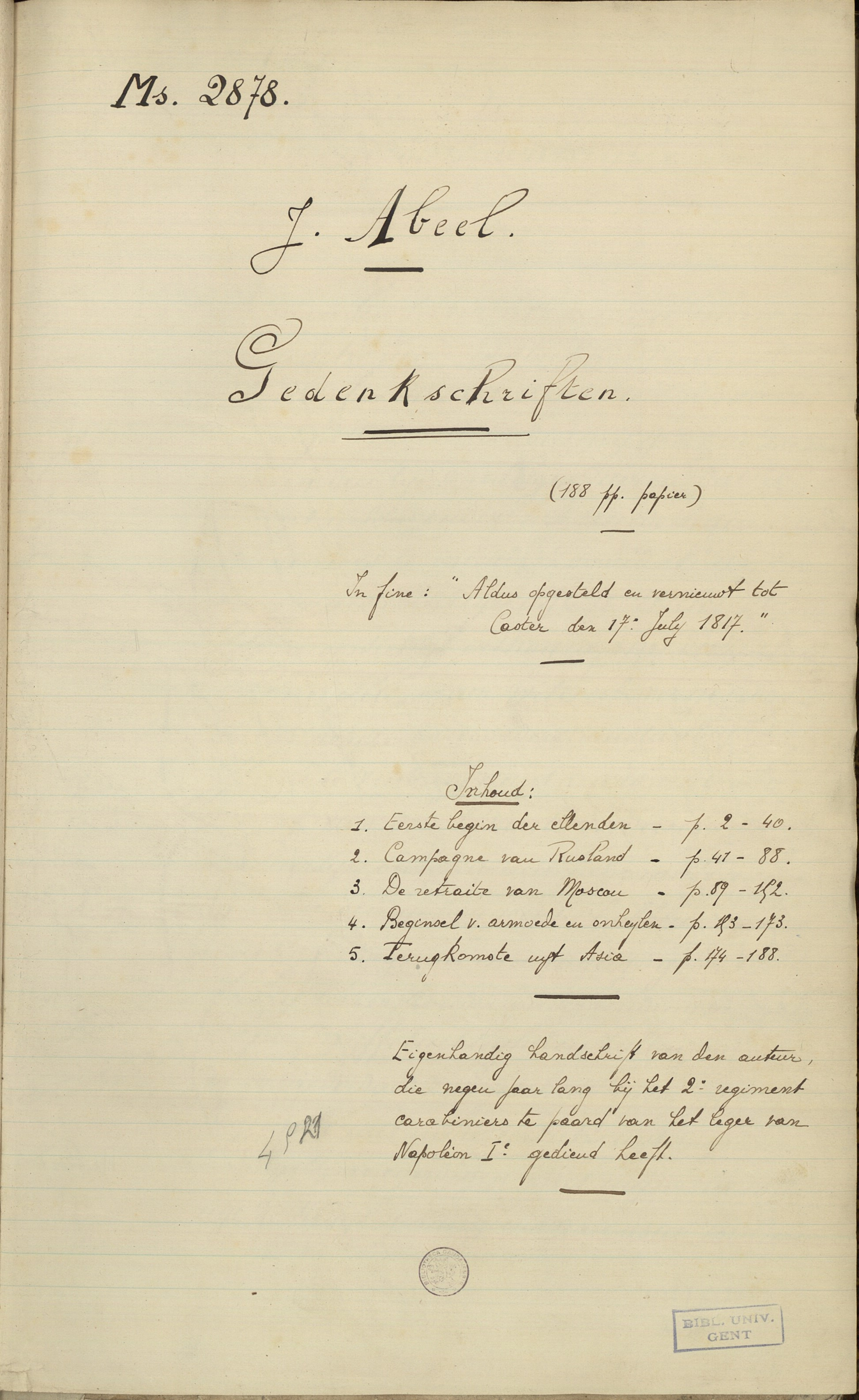
Fragment uit het manuscript "Gedenkschriften over Napoleon's veldtochten, meegemaakt als soldaat bij het 2e regiment carabiniers te paard". Geschreven door Joseph Abbeel, 1805-1815.

Joseph Abbeel (Vrasene, 31 oktober 1786 - Anzegem, 25 september 1866) was een Vlaams soldaat die onder de conscriptie in het Franse leger ingelijfd werd.  Als dusdanig nam hij in 1812 deel aan de Veldtocht van Napoleon naar Rusland.
Als cavalerist nam hij deel aan de bloedige Slag bij Borodino. Hier verloor hij zijn paard en raakte hij gewond aan zijn hand. Hij kreeg toestemming van zijn kolonel om terug te trekken naar het veldhospitaal. Tijdens de verovering van Moskou verbleef hij enige tijd in een militair hospitaal. Hij was getuige van de brand van Moskou.
Deze brand betekende voor Napoleon dat hij met zijn leger diende terug te keren. De winterse omstandigheden waar ze ondertussen in terecht waren gekomen maakten het een zeer zware terugtocht voor het leger dat al geruime tijd ondervoed was. Abbeel had het als gewonde soldaat niet gemakkelijk. Hij slaagde erin over de geniebruggen, die in recordtempo over de Berezina waren geplaatst, te geraken tijdens de Slag aan de Berezina.
Tijdens zijn verdere terugtocht werd hij krijgsgevangen genomen in de buurt van Hamburg. Uiteindelijk zou hij, als een van de weinigen, deze veldtocht overleven. Hij kwam pas in 1815 terug thuis.

## Memoires
Nadien ging hij wonen in Kaster - waar zijn oom notaris en burgemeester was - en vervolgens in het naburige Anzegem. Hij werd er eerst secretaris bij het gemeentebestuur, ging nadien in het onderwijs en werd ten slotte gemeenteontvanger. De immer ongehuwde Abbeel bleef er bij zijn moeder wonen tot bij haar overlijden in 1843.
Hij stelde zijn herinneringen op schrift - welke sinds 1926 worden bewaard in de Universiteitsbibliotheek van Gent - die bijna twee eeuwen later werden uitgegeven door het Davidsfonds.
In het één-programma De helden van Arnout wijdde Arnout Hauben zijn eerste aflevering (2017) aan Joseph Abbeel.